# Enrique Chazarreta
Enrique Salvador Chazarreta (ur. 29 lipca 1947 w Coronel Du Graty, zm. 24 marca 2021) – argentyński piłkarz, grający podczas kariery na pozycji ofensywnego pomocnika.

## Kariera klubowa
Enrique Chazarreta rozpoczął karierę w klubie Argentinos Juniors Buenos Aires w 1969, kiedy to był wypożyczony z San Lorenzo de Almagro. W 1970 powrócił do San Lorenzo i występował w nim przez kolejne 5 lat. Z San Lorenzo trzykrotnie zdobył mistrzostwo Argentyny: Metropolitano 1972 i Nacional 1972 oraz Nacional 1974.
W 1975 wyjechał do francuskiego klubu AC Avignon. Już po roku spadł z nim do Division 2. W trakcie sezonu 1977/78 przeszedł do występującego w tej samej klasie rozgrywkowej Olympique Alès. Na początku 1980 powrócił do Argentyny do występującej w drugiej lidze Gimnasii La Plata. Karierę zakończył w drugoligowym klubie Morón Buenos Aires.

## Kariera reprezentacyjna
W reprezentacji Argentyny Chazarreta zadebiutował w 1973. W 1974 został powołany na mistrzostwa świata. Na mundialu w RFN Chazarreta wystąpił w meczu z: Włochami. Ogółem w barwach albicelestes wystąpił w 15 meczach.